# Парламентские выборы в Хорватии (2000)
Парламентские выборы в Хорватии 3 января 2000 года были первыми выборами, которые прошли после окончания всего срока полномочий предыдущего парламента.
Правительственное Хорватское демократическое содружество подошло к выборам ослабленное кризисом в Загребе, уличными протестами и серией коррупционных скандалов, которые всплыли в предыдущий парламентский срок. Однако важнейшим фактором стало ухудшение здоровья лидера партии и президента Хорватии Франьо Туджмана, что вызвало борьбу за преемственность между различными группировками внутри партии.
С другой стороны, две ведущие оппозиционные хорватские партии — Социал-демократическая партия Хорватии и Хорватская социал-либеральная партия — образовали коалицию, официально согласованную в 1998 году, и более года готовились к выборам.
Избирательное законодательство было изменено в попытке улучшить шансы правящей партии: оно включало новые систему голосования и округа. Мажоритарные округа, введенные на предыдущих выборах, были полностью отменены, а вместо них была реализована система пропорционального представительства (за исключением одного места для представителей этнических меньшинств). Хорватия была разделена на десять избирательных округов, образованных таким образом, чтобы максимизировать поддержку ХДС. В каждом округе должны были избрать 14 членов парламента, которые распределялись пропорционально между списками кандидатов, которые получили более 5 % голосов.
Из-за болезни и смерти Туджмана фактическая дата выборов неоднократно откладывалась по причинам конституционного характера.

## Результаты выборов
Коалиция СДП-ХСЛП, вместе с блоком из четырёх других партий, выиграла две трети голосов, что позволило им изменить Конституцию и превратить республику из полу-президентской в парламентскую. Через несколько недель Ивица Рачан стал новым премьер-министром Хорватии.
Окончательные результаты выборов 3 января 2000 в парламент Хорватии (Hrvatski sabor)
| Партии и коалиции                                                                                   | Партии и коалиции                                                                        | Голоса    | %      | Места | %      | изменение | +/-   |
| --------------------------------------------------------------------------------------------------- | ---------------------------------------------------------------------------------------- | --------- | ------ | ----- | ------ | --------- | ----- |
| Коалиция:                                                                                           |                                                                                          | 1 138 318 | 38,70  |       |        |           |       |
| Коалиция:                                                                                           | Социал-демократическая партия (Socijaldemokratska partija Hrvatske)                      |           |        | 43    | 28,48  | ▲         | +20,7 |
| Коалиция:                                                                                           | Хорватский социал-либеральная партия (Hrvatska socijalno liberalna stranka)              |           |        | 25    | 16,56  | ▲         | +7,11 |
| Коалиция:                                                                                           | Приморье-Горский Котар Союз (Primorsko goranski savez)                                   |           |        | 2     | 1,32   | ▲         | +0,54 |
| Коалиция:                                                                                           | Славонско-Бараньская хорватская партия (Slavonsko-baranjska hrvatska stranka)            |           |        | 1     | 0,66   | ▬         | -0.12 |
| Хорватское демократическое содружество (Hrvatska demokratska zajednica)                             | Хорватское демократическое содружество (Hrvatska demokratska zajednica)                  | 790 728   | 26,88  | 46    | 30,46  | ▼         | -28,6 |
| Коалиция:                                                                                           |                                                                                          | 432 527   | 14,70  |       |        |           |       |
| Коалиция:                                                                                           | Хорватская крестьянская партия (Hrvatska seljačka stranka)                               |           |        | 17    | 11,26  | ▲         | +3,39 |
| Коалиция:                                                                                           | Демократическая ассамблея Истрии (Istarski demokratski sabor/Dieta democratica Istriana) |           |        | 4     | 2.65   | ▲         | +0.31 |
| Коалиция:                                                                                           | Хорватская народная партия — Либеральные демократы (Hrvatska narodna stranka)            |           |        | 2     | 1.32   | ▬         | -0.24 |
| Коалиция:                                                                                           | Либеральная партия (Liberalna stranka)                                                   |           |        | 2     | 1.32   | ▲         | +1.32 |
| Коалиция:                                                                                           | Социал-демократическое действие Хорватии (Akcija socijaldemokrata Hrvatske)              |           |        | 0     | 0,00   | ▼         | -0,78 |
| Коалиция:                                                                                           |                                                                                          | 152 699   | 5,19   |       |        |           |       |
| Коалиция:                                                                                           | Хорватская партия права (Hrvatska stranka prava)                                         |           |        | 4     | 2,65   | ▬         | -0,50 |
| Коалиция:                                                                                           | Хорватский христианско-демократический союз (Hrvatska kršćanska demokratska unija)       |           |        | 1     | 0,66   | ▲         | +0,66 |
| Сербская народная партия (Srpska narodna stranka)                                                   | Сербская народная партия (Srpska narodna stranka)                                        | 12 396    | 47,72  | 1     | 0,66   | ▲         | +0,66 |
| Беспартийные                                                                                        | Беспартийные                                                                             |           |        | 3     | 1,99   |           |       |
| Всего                                                                                               | Всего                                                                                    | 2 941 306 | 70,5 % | 151   | 100,00 |           |       |
| Недействительных бюллетеней                                                                         | Недействительных бюллетеней                                                              | 50 340    |        |       |        |           |       |
| Проголосовали                                                                                       | Проголосовали                                                                            | 2 991 646 |        |       |        |           |       |
| Зарегистрированные избиратели                                                                       | Зарегистрированные избиратели                                                            | 4 244 578 |        |       |        |           |       |
| Source: www.hidra.hr, Adam Carr’s Election Archive Архивная копия от 4 июня 2011 на Wayback Machine |                                                                                          |           |        |       |        |           |       |